# Claude Robert Ellner
Claude Robert Ellner (* 18. August 1949 in Schweinfurt) ist ein deutscher Diplomat.

## Leben
Ellner studierte von 1972 bis 1977 Wirtschaftswissenschaften an der Universität Würzburg. Anschließend arbeitete er vier Jahre als Abteilungsleiter bei einem Industrieunternehmen. 1987 wurde er an der Universität Würzburg promoviert. Sein Betreuer war Lothar Bossle. Die Zeit bezeichnete die Arbeit als „Werbeschrift über seinen Arbeitgeber“.
Bereits 1981 (noch vor seiner Promotion) trat Ellner in den Auswärtigen Dienst ein. Von 1992 bis 1996 war er ständiger Vertreter an der Botschaft in Zagreb, Kroatien. Von 1999 bis 2004 war er Leiter der deutschen Botschaft in Bagdad. In der BND-Affäre um die Ausspionierung möglicher Ziele und die Weitergabe des sogenannten „Schneckenplans“ im Irak-Krieg für das US-Militär hat er die beiden BND-Männer Volker H. und Rainer M. empfangen und in die Botschaft eingeführt.
Von 2004 bis 2007 war Ellner Botschafter der Bundesrepublik Deutschland in Guatemala-Stadt in Guatemala, danach bis 2010 in Kuba. Zuletzt war er von 2010 bis Mitte 2014 Botschafter der Bundesrepublik Deutschland in Asunción/Paraguay.
Seit Juli 2014 ist er im Ruhestand.

## Schriften
- Die Entwicklung der Firma Kugelfischer, Georg Schäfer & Co. unter besonderer Berücksichtigung der Kontinuität als Familienunternehmen und die regionalen Auswirkungen ihrer Entwicklung aus betriebs- und industriebezogener Sicht. Creator-Verlag, Würzburg 1988. (Zugleich Dissertation 1987.)